# Камерон Макевој
Камерон Макевој (енгл. Cameron McEvoy; Голд Коуст, 13. мај 1994) аустралијски је пливач чија специјалност је пливање слободним стилом. Вишеструки је национални првак и национални рекордер, освајач олимпијских и светских медаља и учесник Олимпијских игара. Године 2014. додељена му је награда People's Choice Award за „Аустралијског пливача године”.
Макевој је један од најобразованијих, не само аустралијских него и уопштено светских пливача. Студира математику и физику на Природно-математичком одсеку Универзитета Грифит у Голд Коусту. Током наступа често на своје капице уцртава разне математичке и физичке и на тај начин, како сам каже, додатно промовише науку и образовање.

## Каријера
Прве пливачке покрете Макевој је направио још као петогодишњи дечак у локалној школи пливања у свом граду, а са такмичењима на локалном нивоу започео је у доби од око 11 година. На међународној пливачкој сцени дебитовао је на светском јуниорском првенству 2011. у перуанској Лими и већ на свом првом великом такмичењу освојио је три медаље, злата у тркама на 50 и 100 слободно, те бронзу на 200 слободно.
Већ наредне године успео је да се избори за место у олимпијском тиму Аустралије за ЛОИ 2012. у Лондону где је пливао у обе штафете слободним стилом (у квалификационим тркама на 4×100 и 4×200 метара).
На светским сениорским првенствима дебитовао је у Барселони 2013. где је као члан штафете 4×100 мешовито освојио сребрну медаљу (Макевој је пливао у квалификационој трци). Две године касније, у Казању 2015, такмичио се у 4 дисциплине освојио је три светске медаље, прво сребро у трци на 100 слободно (пливао у финалу 47,95 секунди), а потом и још једно сребро и бронзу у штафетама 4×100 мешовито и 4×200 слободно.
На националном првенству у Аделејду одржаном у априлу 2016, а које је уједно представљало и изборно такмичење за ЛОИ 2016, успео је да се квалификује за олимпијске игре у дисциплинама на 50, 100 и 200 слободно. У трци на 100 m слободним стилом у којој је победио, поставио је и нови национални рекорд у времену од 47,04 секунди. Најбоље резултате у Рију остварио је у обе штафетне трке на 4×100 m, које су му донеле и прве две олимпијске медаље, бронзане. На 100 слободно био је укупно 7. у финалу, на 50 слободно је био 11. у полуфиналу, док је одустао од наступа у трци на 200 m слободно како би се боље припремио за трке штафета. 
На светском првенству у Будимпешти 2017. најбољи резултат остварио је у трци на 100 слободно коју је окончао на 4. месту са временом од 47,92 и свега 0,03 секунде га је делило од бронзане медаље. На 50 слободно заузео је 9. место у полуфиналу и није успео да се пласира у финале.